# 金安県
金安県（きんあん-けん）は中華人民共和国吉林省にかつて存在した県。現在の洮南市北東部に相当する。
遼代に設置された楽康県を前身とする。金代に金安県と改称され、まもなく廃止された。